# 콘스탄스 맥카신
콘스탄스 맥카신(Constance McCashin, 1947년 6월 18일 ~ )은 미국의 배우, 텔레비전 배우, 영화배우이다.
시카고에서 태어났다.

## 영화
- 도시 탈출 (1999년)
- 네이키드 탱고 (1990년)
- 비터크리크의 악몽 (1988년)
- 포위된 사랑 (1985년)
- 러브 다이 네이버 (1984년)
- 낫츠 랜딩 (1979년)
- 진실한 사랑 (1978년)